# Mythimna chidisana
Mythimna chidisana är en fjärilsart som beskrevs av Felix Bryk 1948. Mythimna chidisana ingår i släktet Mythimna och familjen nattflyn. Inga underarter finns listade i Catalogue of Life.